# بل ایکس-۱۶
بل ایکس-۱۶ یک هواپیمای جت شناسایی در ارتفاع بالا بود که در دهه ۱۹۵۰ در ایالات متحده طراحی شد. نام ایکس-۱۶ پوششی برای پنهان کردن ماهیت واقعی مأموریت هواپیما از اتحاد جماهیر شوروی در طول جنگ سرد بود.

## مشخصات فنی(X-16)

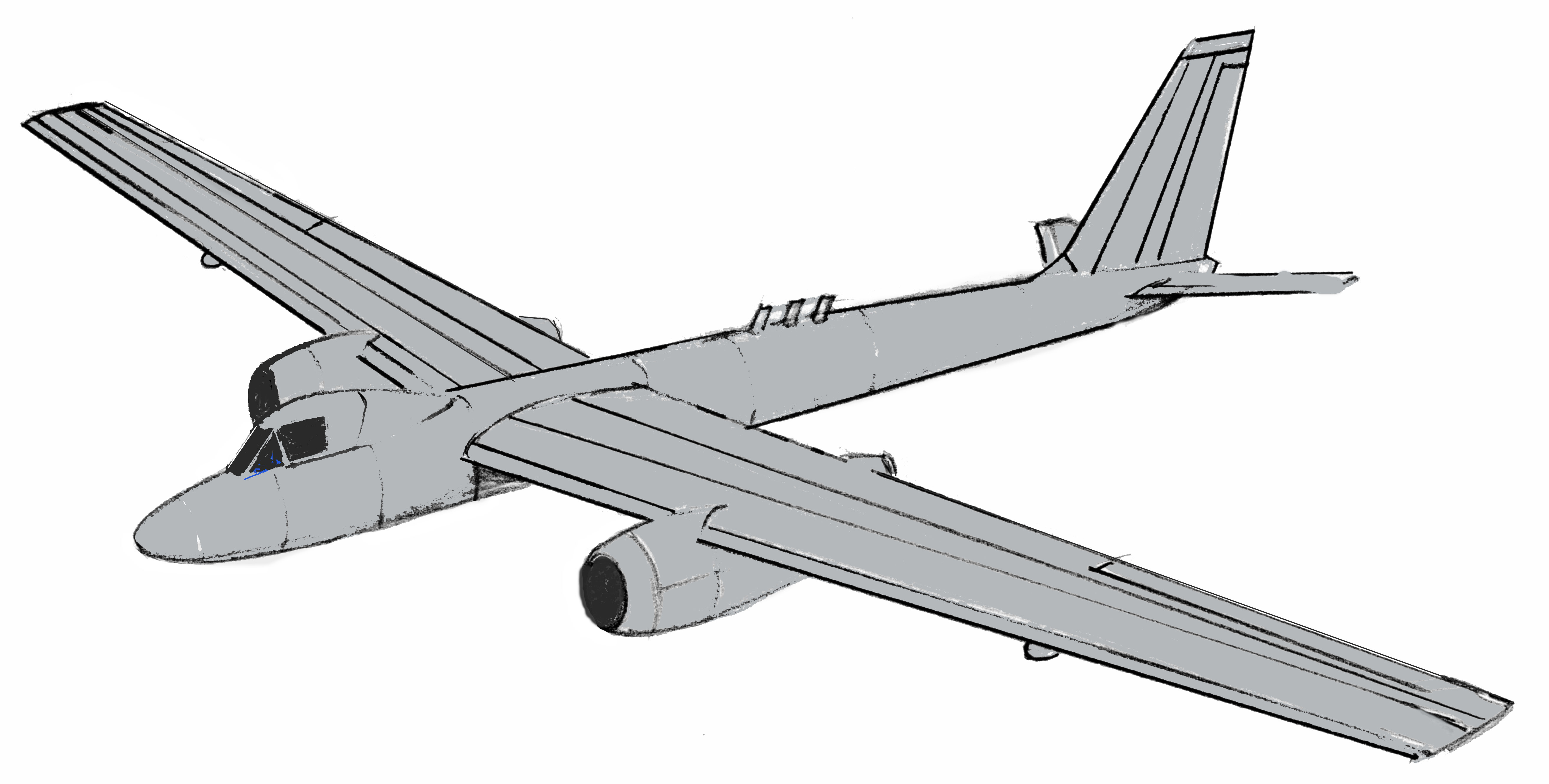
تصویر هنری از این هواپیما

داده‌ها از 
ویژگی‌های عمومی
- خدمه: یک خلبان
- طول: ۶۰ فوت ۱۰ اینچ (۱۸٫۵۵ متر)
- پهنای بال: ۱۱۴ فوت ۱۰ اینچ (۳۵ متر)
- ارتفاع: ۱۷ فوت ۱ اینچ (۵٫۲ متر)
- مساحت بال‌ها: ۱٬۰۹۹ فوت مربع (۱۰۲٫۱۹ متر مربع)
- وزن خالی: ۲۳٬۲۸۰ پوند (۱۰٬۵۸۲ کیلوگرم)
- وزن ناخالص: ۳۶٬۱۲۴ پوند (۱۶٬۴۲۰ کیلوگرم)
- پیشرانه: ۲ عدد توربوجت پرت اند ویتنی J57-PW-37A, ۱۰٬۰۰۰ پوند-نیرو (۴۴ کیلونیوتن) thrust در هر موتور

عملکرد
- حداکثر سرعت: ۴۸۰ گره (۵۵۳ مایل بر ساعت، ۸۸۵ کیلومتر بر ساعت)
- بُرد: ۲٬۸۶۷ مایل دریایی (۳٬۳۱۹ مایل، ۵٬۳۱۰ کیلومتر)
- حداکثر ارتفاع: ۷۱٬۸۳۲ فوت (۲۱٬۹۰۰ متر)
- بارگیری بال: ۳۳ پوند بر فوت مربع (۱۶۰ کیلوگرم بر متر مربع)
- نیرو/وزن: ۰٫۵۵

### کتابشناسی - فهرست کتب
- Jenkins, Dennis R. , Tony Landis and Jay Miller. American X-Vehicles: An Inventory – X-1 to X-50 (Monographs in Aerospace History No. 31: Centennial of Flight Edition). Washington, D.C. : NASA SP-2003-4531, June 2003. Retrieved: 26 July 2009.
- Miller, Jay. Lockheed Martin's Skunk Works: The Official History. Leicester, UK: Aerofax, an imprint of Midland Publishing, 1995 (revised edition). شابک ‎۱−۸۵۷۸۰−۰۳۷−۰.
- Polmar, Martin. Spyplane: The U-2 History. St. Paul, Minnesota: Zenith Press, 2001. شابک ‎۰−۷۶۰۳−۰۹۵۷−۴.